# Nazionale femminile under 19 di calcio dei Paesi Bassi
La nazionale Under-19 di calcio femminile dei Paesi Bassi è la rappresentativa calcistica femminile internazionale dei Paesi Bassi formata da giocatrici al di sotto dei 19 anni, gestita dalla Federazione calcistica dei Paesi Bassi (Koninklijke Nederlandse Voetbal Bond - KNVB).
Come membro dell'Union of European Football Associations (UEFA) partecipa a vari tornei di calcio giovanili internazionali riservati alla categoria, come al Campionato europeo UEFA Under-19 e ai tornei a invito come il Torneo La Manga.
Con la sua unica vittoria al Campionato europeo femminile di calcio di categoria, nell'edizione 2014, è classificata all'ottavo posto nel medagliere del torneo, a pari merito della Russia, vincitrice dell'edizione 2005, entrambe senza altri piazzamenti.

## Partecipazioni ai tornei internazionali

### Piazzamenti agli Europei Under-19
- 1998: Quarti di finale (Under-18)
- 1999: Non qualificata (Under-18)
- 2000: Non qualificata (Under-18)
- 2001: Non qualificata (Under-18)
- 2002: Non qualificata
- 2003: Fase a gironi
- 2004: Non qualificata
- 2005: Non qualificata
- 2006: Fase a gironi
- 2007: Non qualificata
- 2008: Non qualificata
- 2009: Non qualificata
- 2010: Semifinale
- 2011: Fase a gironi
- 2012: Non qualificata
- 2013: Non qualificata
- 2014: Campione
- 2015: Non qualificata
- 2016: Semifinale
- 2017: Semifinale
- 2018: Fase a gironi
- 2019: Semifinale
- 2020 - 2021: Tornei cancellati
- 2022: Non qualificata
- 2023: Semifinale
- 2024: Secondo posto
- 2025: Fase a gironi

## Tutte le rose

### Europei femminili Under-19
Campionato d'Europa Femminile U-19 UEFA 20141 Vreugdenhil, 2 Peels, 3 Janssen, 4 Kerkdijk, 5 Kuikstra, 6 Mourmans, 7 Kuijpers, 8 Kaagman, 9 Miedema, 10 Roord, 11 Beerensteyn, 12 Akkerman, 13 Kets, 14 Strik, 15 Delleman, 16 Olthof, 17 Bruinenberg, 18 Folkertsma, CT: Koolhof